# Shikisai Moment
Shikisai Moment (jap. 色彩モーメント, shikisai mōmento) ist das erste Studioalbum der japanischen Pop-Rock-Band An Cafe, welches am 9. November 2005 erschienen ist.

## Entstehungsgeschichte
Nachdem die Band 2004 erste Demos veröffentlicht hatte, konnte sie einen Plattenvertrag mit dem Label Loop Ash unterzeichnen. Als erste Single erschien Candyholic, die es erstmals in die Oricon Indiecharts schaffte. Sie erschien aber nicht auf dem Album. Nach weiteren Touren erschien das Album Shikisai Moment, aufgenommen im Bazooka Studio, 2005. In den japanischen Albumcharts erreichte das Album die Position 39. Mit dem Album und ihrem Auftreten bekannte sich die Band zum Oshare Kei.
In der Folgezeit erschien auch die DVD Live Café.

## Titelliste

### CD
| Titel                            | Titel auf Japanisch       | Länge |
| -------------------------------- | ------------------------- | ----- |
| Opening (Shikisai Ver.)          | オープ○ング(色彩Ver.)     | 1:16  |
| Merrymaking                      | メリメイキング            | 5:03  |
| Escapism (Shikisai Ver.)         | エスケピズム (色彩Ver.)   | 4:54  |
| Ippatsu Gyakuten Renai Game      | 一発逆転恋愛ゲーム        | 3:32  |
| Golden Wing                      |                           | 4:34  |
| Rinne no Tsumi                   | 輪廻の罪                  | 6:00  |
| Omocha                           | 玩具                      | 3:31  |
| Tekesuta Kousen                  | テケスタ光線              | 4:54  |
| Nyappy in the World              |                           | 4:09  |
| 1/2                              |                           | 4:04  |
| Wagamama Kōshinkyoku             | 我侭行進曲                | 4:48  |
| My Favourite Beat (hidden track) | マイフェイバリット☆ビート | 4:32  |

### DVD
| Titel                             | Länge |
| --------------------------------- | ----- |
| Antic Room No.1                   |       |
| Wagamama Kōshinkyoku (Musikvideo) |       |
| Antic Room No.2                   |       |
| Tekesuta Kousen (Musikvideo)      |       |
| Antic Room no.3                   |       |
| Escapism (Musikvideo)             |       |
| Antic Room no.4                   |       |
| Merrymaking (Musikvideo)          |       |